# Belleville-en-Beaujolais
Belleville-en-Beaujolais é uma comuna francesa na região administrativa de Auvérnia-Ródano-Alpes, no departamento do Ródano. Estende-se por uma área de 22.86 km². Em 2010 a comuna tinha 13 330 habitantes (densidade: 583,1 hab./km²).
Foi criada em 1 de janeiro de 2019, a partir da fusão das antigas comunas de Belleville (the seat) and Saint-Jean-d'Ardières.